# Теплице
Те́плице (устар. русск. Те́плицы, Теплиц; чеш. Teplice, нем. Teplitz) — курортный статутный город на северо-западе Чехии, в одноимённом районе Устецкого края.
Расположен в долине реки Билины, подножия Крушных гор, в 90 км от Праги. Высота над уровнем моря — 229 м.
Теплице — известный бальнеологический курорт (теплицкие минеральные источники упоминаются ещё в XV веке). Температура воды теплицких источников — 40°С — 44°С; вода отличается повышенным содержанием фтора. 
В числе достопримечательностей — ратуша (1545), цистерцианский монастырь. Имеются театр, филармония, краеведческий музей.
Ежегодно в Теплице проводится музыкальный фестиваль Людвига ван Бетховена.
Широко известен футбольный клуб «Теплице» и обладатель кубка Чехии мини-футбольный клуб «Балтикфлора».

## История города до Второй мировой войны
Археологические раскопки свидетельствуют, что первые поселенцы появились здесь около 10-40 тысяч лет назад. В дальнейшем здесь обитали кельты (в 4-м веке до н. э.), а после них германские племена маркоманы и квады.
Термальные источники были обнаружены здесь уже в 762 году. Однако первые подтверждённые сведения о упоминании одного из района города — Трнован, относятся к 1057 году. Дальнейшее развитие Теплице относится уже к 12-му веку. В 1160 году королева Юдита (жена Владислава I) близ древнего славянского поселения основала обитель монахинь-бенедиктинок. Спустя столетие на этом месте возник укреплённый готический город. Через Теплице проходила широко известная дорога «К Саксам». Обитель перестала существовать через непродолжительное время после окончания Гуситских войн. Всё имущество монастыря было передано в частную собственность.
Владельцы города часто сменяли друг друга, на месте обители был выстроен замок в стиле Ренессанс. Продолжала развиваться курортная отрасль. Последний чешский собственник Теплице Вилем Вхинский из Вхиниц и Альбрехт фон Валленштейн были убиты в феврале 1643 года в Хебе. Данные территории были конфискованы императором и право на их обладание было передано немцу Яну из Альдрингена, который скончался в тот же год при невыясненных обстоятельствах, так и не увидев своих новых земель. По праву наследования земли Теплице перешли к его сестре, в замужестве поменявшей фамилию на Клари.
После Тридцатилетней войны частично уничтоженное местное население было восполнено немецкими переселенцами, потомки которых проживали здесь вплоть до эвакуации 1945 года. К 1680 году относятся сохранившиеся до наших дней списки отдыхающих на местных курортах (старейшие в Чехии). Клари-Альдрингены перестраивают замок и оформляют его в стиле барокко, также в 1718 году был построен Чумной столб Пресвятой Троицы (работы Матиаша Брауна), который и сейчас украшает собой Замецкую площадь города.
В XVIII веке интенсивно развивается промышленность, в 1742 году появляются медные рудники. Теплице становится центром текстильного производства (в частности, чулок). В 1793 году в городе случился сильный пожар, в котором или сгорели полностью, или значительно пострадали значительная часть деревянных построек. Город Теплице был отстроен заново, благодаря чему его архитектура приобрела черты классицизма (это значительно отличает его от всех других городов Чешской Республики).
К знаменательному событию в жизни поселения можно отнести встречу (случайную) Бетховена и Гёте в одном из парков. На месте их встречи сейчас установлена памятная табличка.
Теплице стал местом подписания в 1813 году договора между Россией, Пруссией и Австрией против Наполеона.
В 1938 году эти земли были переданы Третьему рейху как часть «исконно немецких земель» — Судет. Теплице был освобождён весной 1945 года. В ходе проведения Пражской операции по освобождению столицы Чехословакии, Теплице стал пунктом сбора и транзита советских войск из Германии для очистки Праги от немецко-фашистских оккупантов.

## Природно-климатические факторы
Теплице находится в тёплой климатической области Чехии. Средняя температура воздуха (за временной период с 1961 по 2000 года) января −1,8 °C, июля около 18,2 °C. Среднегодовое количество осадков равно 563 мм. В Теплице существуют (особенно часто от октября до марта) суточные колебания температуры. Состояние воздуха за последние 90 лет значительно улучшилось.
Город располагается на высоте 220—399 метров над уровнем моря.

## Еврейское население
В предшествующих веках здесь жила довольно многочисленная община евреев, которой принадлежал отдельный район города. Также раньше здесь существовала синагога, которая была сожжена в марте 1939 года. Около 6 000 человек было сослано в концлагеря. В настоящий момент существует небольшая еврейская община, большую часть которой составляют люди, пережившие Холокост.

## Здравоохранение
Кроме курортного обслуживания, в городе имеется широкая сеть здравоохранительных учреждений: районные больница и поликлиника, 5 попечительских служб, многочисленные государственные и частные практикующие врачи, 11 аптек в разных частях города.

### История
17 июля 1888 года начал свою работу фонд по сбору средств на строительство больницы. В 1891 году местными компаниями были выдвинуты различные проекты, из который был выбран один — по образцу берлинской и венской больниц — на 130 коек. Стоимость работ была оценена в 200 000 злотых.
В апреле 1895 строительство было окончено и (после экипировки всем необходимым инвентарём) была торжественно открыта 18 августа 1896 года. В последующие года производились различные перестройки здания. Но во время Первой мировой войны строение катастрофически обветшало.
Лишь в 1924 году районная админкомиссия начала решать эту проблему — был составлен план постепенной реконструкции больницы. В 1925 году были закуплены прилегающие к периметру больницы земли (около 25 га). Реконструкция продолжалась вплоть до 1931 года (за это время было построено новое приёмное, хирургическое и инфекционное отделения, различные технические строения, проведено благоустройство территории и модернизация оборудования. Вместимость увеличилась до 592 коек. Затраты на реконструкцию составили порядка 32 000 000 крон.
Одним из главных предприятий города является стекольный завод (с 1927 года освоивший производство листового стекла, которое экспортировалось в другие страны). В 1967-1969 гг. завод был капитально реконструирован по программе производственной кооперации СЭВ (при участии специалистов Венгрии, Польши и ГДР) и оснащён линией автоматизированного производства стекла.

## Микрорайоны города
- Ангер (Anger)
- Нова-Вес (Nová Ves)
- Била-Цеста (Bílá Cesta)
- Шанов I — Старый Шанов (Šanov I)
- Шанов II — Новый Шанов (Šanov II)
- Просетице (Prosetice)
- Ржетенице (Řetenice)
- Летна (Letná)
- Центр (Centrum)
- Трновани (Trnovany)

## Список курортов и санаториев
- Императорский санаторий, назван в честь Франца Иосифа Первого (Císařské lázně, jméno po císaři Franzi Josefovi I)
- Дом отдыха Бетховена (Lázeňský dům Beethoven)
- Садовый курорт (Sadové lázně)
- Каменный курорт (Kamenné lázně)
  - Йирасек (отделение Каменного курорта)
- Новый курорт (Nové lázně)
- Военный санаторий (Vojenské lázně)
- «Змеиный» курорт (Hadí lázně)
- Giovanni Giacomo SPA-Hotel (назван в честь Джованни Джакомo Казанова)

## Культура
Традиционным мероприятием является ежегодное торжественное открытие курортного сезона, которое происходит в последний апрельский уикенд.
Главными центрами культуры в городе являются:
- Крушногорский театр
- Северо-чешская филармония
- Дом Культуры
- Районная библиотека
- Ботанический сад
- Кинотеатр «Май» (kino «Květen»)
- Галерея Bohemia Art
- Региональный музей Теплице (расположен в старинном замке в центре города)
- Северо-чешская Обсерватория на Песочной горе и Планетарий в Шанове

## Образование
В городе работают 16 общеобразовательных школ и целый ряд средних специальных учебных заведений:
- Промышленное училище Теплице
- Отельная школа
- Текстильное (швейное) училище
- Строительное училище
- Торговая академия
- Консерватория
- Медицинское училище
- Гимназия Теплице

## Спорт
В городе функционирует несколько десятков физкультурных объединений и клубов. Наиболее известным является футбольный клуб «Теплице» (является участником Гамбринус Лиги — высшей лиги чешского чемпионата). Также можно выделить такие спортивные клубы, как СК «Звезда», СК «Трнованы», СК «Локомотив Теплице», СК «Бонекс», СК «АГЦ».
В 2008 году был основан мини-футбольный клуб «Балтикфлора», который в настоящий момент выступает в первом (наивысшем) дивизионе чешского чемпионата. По итогам сезонов 2009/2010, 2010/2011 и 2013/2014 команда завоевала серебряные медали чемпионата Чехии. В сезоне 2013/2014 «Балтикфлора» стала обладателем Кубка Чехии.
В городе проводится мужской теннисный турнир категории «фьючерс».

## Транспорт

### Автомобильное сообщение
Автомобильное движение в Теплице затруднено лишь в исторической части города, где улицы узки и не были изначально рассчитаны на автотранспорт. В целом же движение спокойное и свободное, благодаря возведённым многоуровневым дорожным развязкам.

### Общественный транспорт
Городской общественный транспорт появился в Теплице впервые в 1895 году. В то время на улицах появились трамваи (тогда повсеместно внедряемые в Чехии). В 1950-х годах трамваи стали недостаточно мобильны и удобны в использовании для удовлетворения нужд растущего населения. Трамвайное сообщение было окончательно прекращено в 1959 году.
Троллейбусы по первоначальным планам должны были лишь дополнять трамваи. Первая троллейбусная линия была возведена в 1952 году и быстро вытеснила из транспортной сети трамваи. Наибольшего размера троллейбусный парк Теплице достиг в 1980-х — начале 1990-х годов, но далее началась стагнация и парк был расформирован. В нынешнее время современные и модернизированные троллейбусы вновь становятся неотъемлемой частью общественной жизни города.
Автобусы появились в 1920-х годах, но приобрели популярность лишь после Второй мировой войны.
В 2007 году транспортная компания предлагала 27 автобусных (городских и пригородных) и 10 троллейбусных маршрутов. С 2008 года владельцем теплицкой транспортной компании является французская фирма Veolia Transport.

### Железнодорожный транспорт
Железнодорожная станция «Теплице в Чехах» является крупным транспортным узлом. Первая железнодорожная ветка из Усти-над-Лабем до Теплице была построена в 1859 году и в дальнейшем была продолжена до Хомутова.

## Достопримечательности города

### Ботанический сад Теплице
Ботанические сады служили поводом для гордости их основателей и меценатов города, местом познания далёкого и экзотичного и были обыкновенной частью крупных и знаменитых городов. Основание ботанического сада в Теплице было положено под руководством князя Клари-Алдрингена. Строения такого плана тогда носили имя «Stadtgärtnerei», то есть городское садоводство, и работали при курортах для обеспечения их свежесрезанными цветами или площадью для зимовки пальм.
В марте 1975 года удалось провести реконструкцию оранжерей и сделать Ботсад общедоступным.
В 2004 году была проведена крупномасштабная перестройка — старые теплицы и парники были снесены и на их месте, с фундамента, были возведены новые.
В настоящее время сад имеет площадь в 2 гектара, из них более гектара отведено для наружной экспозиции, площадь теплиц составляет 2400 м². Перед входом в оранжерею установлена статуя Юма Каакса (Yum Kaax), бога племени Майа, хранителя растений и животных. Первый зал стилизован под южно-азиатскую пагоду (в её возведении и оформлении активное участие приняли теплицкие ремесленники). Далее посетители попадают в зал с пустынными растениями (из Мексики и Южной Африки, например), особой ценностью этого отдела является флора острова Сокотра. В тропическом парнике посетителей ждёт экспозиция тропического дождевого леса, кроме растительности здесь установлены несколько террариумов и аквариумов с обитателями этой природной зоны. В субтропическом парнике есть растения из Анд, Гималаев и Новой Зеландии, а также небольшая выставка об образовании бурого угля в предгорьях Рудных гор.

## Население
| 1869    | 1869    | 1880    | 1880    | 1890    | 1900    | 1910    | 1921    | 1930    | 1930    | 1950    | 1950    |
| ------- | ------- | ------- | ------- | ------- | ------- | ------- | ------- | ------- | ------- | ------- | ------- |
| 10 155  | ↗15 469 | ↘14 841 | ↗23 649 | ↗31 056 | ↗44 626 | ↗50 896 | ↗52 655 | ↘30 799 | ↗56 088 | ↘35 466 | ↗41 891 |
| 1961    | 1961    | 1970    | 1970    | 1980    | 1980    | 1991    | 1991    | 2001    | 2011    | 2014    | 2016    |
| ↗49 360 | ↘46 750 | ↗52 941 | ↘50 658 | ↗53 964 | →53 964 | ↘53 004 | →53 004 | ↘51 060 | ↘49 640 | ↗50 024 | ↘49 959 |
| 2017    | 2018    | 2019    | 2020    | 2021    | 2021    | 2022    | 2023    | 2024    | 2025    |         |         |
| ↘49 697 | ↘49 563 | ↗49 575 | ↗49 731 | ↘49 705 | ↘48 428 | ↗48 766 | ↗50 843 | ↗50 959 | ↘50 912 |         |         |